# غابي لويس
غابي لويس (27 مارس 2001 بدبلن في جمهورية أيرلندا - ) (بالإنجليزية: Gaby Lewis)‏ هي لاعبة كريكت أيرلندية. شاركت مع منتخب أيرلندا للكريكت.

## وصلات خارجية
- غابي لويس على موقع إي آس بي آن كريك إنفو (الإنجليزية)